# Шубинов, Михаил Владимирович
Михаил Владимирович Шубинов (род. 16 февраля 1959, Саратов) — советский и российский хоккеист, защитник. Мастер спорта СССР (1982). Тренер.

## Биография
Воспитанник саратовского «Кристалла». Дебютировал за команду в сезоне 1976/77, проведя в чемпионате СССР один матч. Выступал за команды СКА Куйбышев (1977/78 — 1978/79), «Кристалл» (1979/80 — 1987/88, 1989/90, 1991/92 — 1994/95, 1997/9 — 1999/2000), «Трактор» Липецк (1987/88 — 1988/89), «Лада» Тольятти (1989/90), «Химик» Энгельс (1989/90 — 1992/93), «Иннтал» Целе (Словения, 1993/94), «Пантерн» Мальмё (Швеция, 1995/96), «Кристалл-2» (1997/98).
После сезона-1994/95 завершил карьеру и играл в матчах ветеранов. После того, как «Кристалл» возглавил бывший партнёр Анатолий Лукошин, вернулся в команду. В двух последних сезонах играл вместе с сыном Михаилом.
Тренер в «Кристалле» (1999/2000 — 2000/01, 2011/12), «Кристалле-2» (2008/09).
Был судьёй, играл в ветераских турнирах.
По состоянию на конец 2024 года перенёс ампутацию ног.